# Dick Capp
(en) Statistiques sur pro-football-reference
Richard Francis Capp (né le 9 avril 1942 à Portland) est un joueur américain de football américain.

## Enfance
Capp étudie à la Deering High School où il joue pour l'équipe des Rams en football, basket-ball, baseball et athlétisme. En 1959, pour sa dernière année lycéenne, il remporte, en football américain, le championnat Classe A du Maine. Il se dirige vers la Worcester Academy où il ne reste qu'une année avant de s'inscrire au Boston College avec la volonté de jouer au basket-ball.

## Carrière

### Université
Le natif de Portland intègre l'équipe de basket des Eagles mais rejoint ensuite le groupe de football américain après avoir répondu positivement à une invitation de l'entraîneur de la section. Capp reste de 1962 à 1965 au Boston College.

### Professionnel
Dick Capp est sélectionné au dix-septième tour de la draft de l'AFL par les Patriots de Boston au 147e choix,. Dès son arrivée, il est placé dans l'équipe d'entraînement de Boston et est envoyé chez les Giants de Lowell, une équipe du Massachusetts partenaire des Patriots et jouant en Atlantic Coast Football League, une ligue mineure servant notamment de réserve pour plusieurs franchises de NFL et de l'AFL. Capp joue dix matchs avec Lowell et est repéré par Vince Lombardi, l'entraîneur des Packers de Green Bay.
Le linebacker s'engage avec Green Bay, venant tout juste de remporter le Super Bowl I, et est obligé d'accepter un poste de remplaçant du fait de la présence de nombreux cadres dans le vestiaire. Il dispute les deux premières rencontres de la saison 1967 avant d'être envoyé en réserve et de revenir pour le Super Bowl II. Lors de ce match face aux Raiders d'Oakland, Capp récupère un fumble de Rodger Bird sur un punt de Donny Anderson permettant aux siens de récupérer le ballon sur lequel ils marqueront un field goal. Finalement, les Packers s'imposent 33 à 14 et remportent le Super Bowl II.
L'année suivante, le joueur quitte Green Bay et s'engage avec les Steelers de Pittsburgh, jouant quatorze matchs de saison régulière avant de quitter définitivement les terrains,.